# Грамаде (Кюстендилская область)
Грамаде (болг. Грамаде) — село в Болгарии. Находится в Кюстендилской области, входит в общину Дупница. Население составляет 48 человек.

## Политическая ситуация
Кмет (мэр) общины Дупница — Атанас Александров Янев (независимый) по результатам выборов.